# Laktam

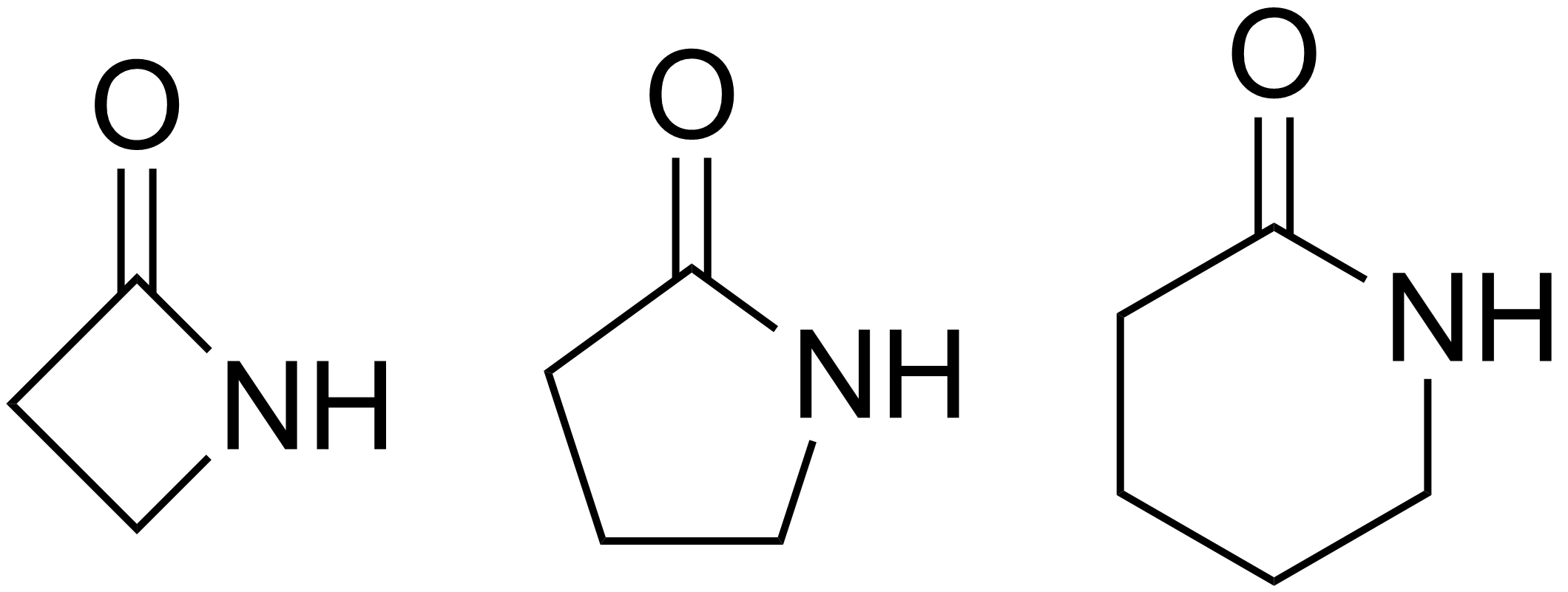
příklady laktamů

Laktamy jsou vnitřní amidy, vznikají zahříváním aminokyselin s aminoskupinou na čtvrtém nebo vzdálenějším uhlíku (γ, δ, atd.). Příkladem je ε-kaprolaktam, organická cyklická sloučenina používaná při výrobě silonu. Je to vnitřní amid kyseliny ε-aminokapronové (6-aminohexanové). Laktam je vnitřní amid (amidy vznikají obvykle reakcí mezi aminoskupinou a karboxylovou skupinou dvou molekul, zde je to v rámci jedné molekuly, proto vnitřní). Podobně vzniká lakton, což je vnitřní ester – sloučenina vzniklá esterifikací – reakcí mezi alkoholickou skupinou a karboxylovou skupinou.